# Odrowążek
Odrowążek (dawn. Odrowąż Mały) – wieś w Polsce, położona w województwie świętokrzyskim, w powiecie skarżyskim, w gminie Bliżyn.
W latach 1975–1998 miejscowość administracyjnie należała do województwa kieleckiego.
Przez wieś przechodzi  czerwony szlak turystyczny z rezerwatu przyrody Diabla Góra do Łącznej. W odległości ok. 5 km od Odrowążka znajduje się rezerwat przyrody Świnia Góra.
Wieś jest siedzibą rzymskokatolickiej parafii Przemienienia Pańskiego.

## Integralne części wsi
| SIMC    | Nazwa  | Rodzaj    |
| ------- | ------ | --------- |
| 0228789 | Młynek | część wsi |

## Historia
Początki miejscowości, zw. Odrowążem Małym, datowane są na XIV w., którą zasadzono jako wieś pańszczyźniana rodu Odrowążów. W 1574 Franciszek Krasiński nabył wieś i włączył ją do klucza dóbr biskupów krakowskich, skupionych wokół miasta Jastrząb. Rozwój osadnictwa w okresie staropolskim doprowadził do ukształtowania trzech części wsi: Odrowążek Ciągły, Piechotny i Komorniki. W 1857 przeprowadzono uwłaszczenie chłopów zamieszkujących wieś. Zdarzenie to upamiętniono żelaznym krzyżem, postawionym w pobliżu szkoły.